# Finał Pucharu Polski w piłce nożnej 2008
Finał Pucharu Polski w piłce nożnej 2008 – mecz piłkarski kończący rozgrywki Pucharu Polski 2007/2008 oraz mający na celu wyłonienie triumfatora tych rozgrywek, który został rozegrany 13 maja 2008 roku na Stadion GKS-u Bełchatów w Bełchatowie, pomiędzy Legią Warszawa a Wisłą Kraków. Trofeum po raz 13. wywalczyła Legia Warszawa, która uzyskała tym samym prawo gry w kwalifikacjach Pucharu UEFA 2008/2009.

## Droga do finału
| Legia Warszawa | Legia Warszawa        | Legia Warszawa | Runda       | Wisła Kraków | Wisła Kraków                             | Wisła Kraków |
| Data           | Przeciwnik            | Wynik          | Runda       | Data         | Przeciwnik                               | Wynik        |
| -------------- | --------------------- | -------------- | ----------- | ------------ | ---------------------------------------- | ------------ |
| 25.09.2007     | Sandecja II Nowy Sącz | 4:0            | II runda    | 26.09.2007   | Śląsk Wrocław                            | 2:2 (k. 5:4) |
| 31.10.2007     | ŁKS Łódź              | 1:0            | 1/8 finału  | 31.10.2007   | GKS Tychy                                | 3:1          |
| 02.04.2008     | Lechia Gdańsk         | 1:0            | Ćwierćfinał | 01.04.2008   | Arka Gdynia                              | 3:1          |
| 09.04.2008     | Lechia Gdańsk         | 1:0            | Ćwierćfinał | 09.04.2008   | Arka Gdynia                              | 2:1          |
| 22.04.2008     | Zagłębie Lubin        | 1:1            | Półfinał    | 23.04.2008   | Groclin Dyskobolia Grodzisk Wielkopolski | 2:1          |
| 30.04.2008     | Zagłębie Lubin        | 0:0            | Półfinał    | 30.04.2008   | Groclin Dyskobolia Grodzisk Wielkopolski | 1:0          |

## Tło
W finale rozgrywek zmierzyły się ze sobą dwa najlepsze polskie kluby: Legia Warszawa i Wisła Kraków. Mimo ogromnej przewagi drużyny Białej Gwiazdy nad następnymi drużynami w I lidze 2007/2008, nie wskazano jednoznacznego faworyta finału. Na meczu obecny był selekcjoner reprezentacji Polski, Leo Beenhakker. Oba kluby rywalizowały wcześniej ze sobą w półfinale Pucharze Ekstraklasy, w którym lepsza okazała się drużyna Wojskowych (1:1, 1:0).

## Mecz

### Przebieg meczu
Mecz odbył się 13 maja 2008 roku o godz. 17:00 na Stadionie GKS-u Bełchatów w Bełchatowie. Sędzią głównym spotkania był Grzegorz Gilewski. Drużyna Białej Gwiazdy musiała rozpocząć mecz bez swojego najlepszego napastnika Pawła Brożka, który tuż przed meczem odniósł kontuzję, w związku z czym zastąpił go Radosław Matusiak, który jednak już nie reprezentował formy, jak za czasów gry w GKS Bełchatów, który w finale również się nie wyróżniał. W 9. minucie okazję do zdobycia gola miał Mauro Cantoro, jednak piłka trafiła w boczną siatkę.
Po 20 minutach do ataku przystępuje drużyna Wojskowych. W 22. minucie zamieszanie na polu karnym robi Maciej Rybus, a w 24. minucie drużyna trenera Jana Urbana mogła zdobyć gola, ale Piotr Brożek stale pilnuje Miroslava Radovića, natomiast strzał Tasekure Chinyamy do pustej bramki, na rzut rożny wybija Cléber.
Początek drugiej połowy również należy do drużyny Białej Gwiazdy, dzięki zmianie Radosława Matusiaka na Jeana Paulistę. W 48. minucie drużyna trenera Macieja Skorży miała okazję wyjść na prowadzenie, jednak dośrodkowania Wojciecha Łobodzińskiego nie wykorzystał odpowiednio Rafał Boguski, a Marek Zieńczuk oddał niecielny strzał, natomiast chwilę później Rafał Boguski oddał strzał, jednak był on na tyle mocny, by zdobyć gola. Następnie okazję do zdobycia goli mieli Tasekure Chinyama oraz Bartłomiej Grzelak, jednak lepszy okazał się bramkarz drużyny przeciwnej, Mariusz Pawełek. W 70. minucie po ładnej akcji Jeana Paulisty z Rafałem Boguskim mogła zdobyć gola na 1:0, jednak bramkarz drużyny przeciwnej, Jan Mucha nie dał się zaskoczyć.
W 77. minucie kibice Legii Warszawa odpadali race, które wkrótce rzucają w stronę kibiców Wisły Kraków, po czym kibice obu klubów wychodzą na murawę i wszczynają bójkę, w wyniku czego mecz zostaje przerwany na 9 minut, potem wznowiony po opanowaniu sytuacji przez służby porządkowe.
Druga połowa kończy się bezbramkowym remisem, w związku z czym konieczna była dogrywka, która również mimo wielu okazji do zdobycia goli nie przyniosła rozstrzygnięcia, w związku z czym konieczne jest rozegranie serii rzutów karnych, w której wygrywa Legia Warszawa 4:3.

### Szczegóły meczu
| 13 maja 2008 17:00                                   | Legia Warszawa | 0:0 k. 4:3Raport                                      | Wisła Kraków | Stadion GKS-u Bełchatów, Bełchatów Widzów: 5 000 Sędzia: Grzegorz Gilewski (Radom) |
|                                                      |                |                                                       |              |                                                                                    |
|                                                      |                | Rzuty karne                                           |              |                                                                                    |
| Szala · Guerreiro · Smoliński · Vuković · Wawrzyniak |                | Głowacki · Zieńczuk · Cléber · Paulista · Baszczyński |              |                                                                                    |

| Legia Warszawa: |    |                    |              |      |
|                 |    |                    |              |      |
| BR              | 82 | Ján Mucha          |              |      |
| OB              | 3  | Wojciech Szala     | Żółta kartka |      |
| OB              | 26 | Inaki Astiz        |              |      |
| OB              | 4  | Dickson Choto      |              |      |
| OB              | 24 | Jakub Wawrzyniak   | Żółta kartka |      |
| PO              | 32 | Miroslav Radović   |              |      |
| PO              | 14 | Aleksandar Vuković |              |      |
| PO              | 6  | Roger Guerreiro    | Żółta kartka |      |
| PO              | 31 | Maciej Rybus       |              | 80'  |
| NA              | 18 | Bartłomiej Grzelak |              | 84'  |
| NA              | 19 | Takesure Chinyama  |              | 112' |
| Zmiany:         |    |                    |              |      |
| PO              | 33 | Kamil Majkowski    | Żółta kartka | 80'  |
| PO              | 36 | Ariel Borysiuk     | Żółta kartka | 84'  |
| PO              | 3  | Marcin Smoliński   |              | 112' |
| Trener:         |    |                    |              |      |
| Jan Urban       |    |                    |              |      |

| Wisła Kraków: |    |                      |              |     |
|               |    |                      |              |     |
| BR            | 81 | Mariusz Pawełek      |              |     |
| OB            | 4  | Marcin Baszczyński   |              |     |
| OB            | 6  | Arkadiusz Głowacki   |              |     |
| OB            | 25 | Cléber               | Żółta kartka |     |
| OB            | 8  | Piotr Brożek         |              |     |
| PO            | 21 | Wojciech Łobodziński |              | 60' |
| PO            | 7  | Radosław Sobolewski  |              |     |
| PO            | 20 | Mauro Cantoro        | Żółta kartka |     |
| PO            | 17 | Marek Zieńczuk       |              |     |
| NA            | 9  | Rafał Boguski        |              | 99' |
| NA            | 11 | Radosław Matusiak    |              | 46' |
| Zmiany:       |    |                      |              |     |
| NA            | 10 | Jean Paulista        | Żółta kartka | 46' |
| PO            | 16 | Tomáš Jirsák         |              | 60' |
| PO            | 15 | Júnior Díaz          |              | 99' |
| Trener:       |    |                      |              |     |
| Maciej Skorża |    |                      |              |     |

| Puchar Polski w piłce nożnej 2007/2008 Zwycięzcy |
| ------------------------------------------------ |
| Legia Warszawa 13. Tytuł                         |